# Konstantinopelski mirovni sporazum (1479)
Konstantinopelski mirovni sporazum je bil podpisan 25. januarja 1479, s čimer se je končala petnajstletna vojna med Osmanskim cesarstvom in Beneško republiko.
Sklenitev sporazuma je bila posledica dejstva, da je Osmansko cesarstvo prodrlo do predmestij Beneške republike. Sporazum je določal, da je Beneška republika lahko obdržala mesta Ulcinj, Antivan in Drač na južnem Jadranu, odstopiti pa je morala Skadar, katerega je že nekaj mesecev oblegala osmanske vojska, ozemlje ob jadranski obali  in prepustiti oblast na grških otokih Ebeja in Lemnos. Razen tega so morali Benečani plačati 100.000 dukatov odškodnine za trgovinske izgube in pristati na plačevanje okoli 10.000 dukatov letne takse za pridobitev trgovinskih privilegijev na Črnem morju. Posledica sklenitve sporazuma je bil oslabljen položaj Beneške republike v Levantu.

## Sklica
1. ↑  Alexander Mikaberidze (2011). Conflict and Conquest in the Islamic World. str. 917.
2. ↑  The great war against the Turks. The Encyclopedia of World History (2001).  str. 1463–1479. Arhivirano na Wayback Machine 5. julija 2997.